# Falsocalcifolium
Falsocalcifolium, fosilni rod crvenih algi , jedini u porodici Calcifoliaceae. Jedina vrsta je F. punctatum

## Sinonimi
- Calcifolium punctatum Maslov